# Централно Заддунавие
Централно Заддунавие (на унгарски: Közép-Dunántúl) е регион в северозападна Унгария.
Включва областите Веспрем, Комаром-Естергом и Фейер. Граничи със Словакия на север и с регионите Централна Унгария на изток, Южен Алфьолд на югоизток, Южно Заддунавие на юг и Западно Заддунавие на запад. Площта му е 11 237 квадратни километра, а населението – около 1 100 000 души. Административен център е град Секешфехервар.